# Donnici
Donnici is een plaats (frazione) in de Italiaanse gemeente Cosenza.